# 卡尔·李卜克内西村 (库尔斯克州)
卡尔·李卜克内西村（羅馬化：Posyolok imeni Karla Libknekhta），是俄罗斯库尔斯克州的市级镇，属库尔恰托夫区，位于第聂伯河流域内杰斯纳河主要支流谢伊姆河畔，地处库尔斯克州西部，在区行政中心库尔恰托夫及州府库尔斯克西南方。镇内设有铁路车站布洛希诺（Блохино）站。
旧称佩内（Пены），后改为现名以纪念卡尔·李卜克内西。该地2021年人口有7,516人；2010年人口7,682；2002年人口8,216；1989年人口9,833。